# Movimiento mod

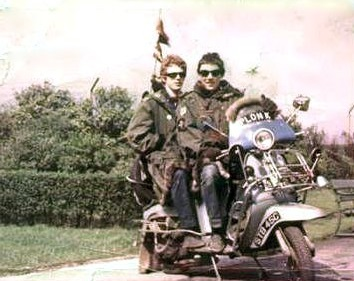
Una fotografía de dos mods a mediados de los años 1960 en una Scooter personalizada.

El mod (del inglés modernist, «modernista») es una subcultura que se originó a finales de los años 1950 en Londres, Inglaterra y alcanzó su punto máximo entre principios y mediados de la década de 1960. Su  sofisticación definió la revuelta juvenil de esa época.
Los elementos significativos del movimiento «mod» incluían varios aspectos. Por ejemplo, la moda, a menudo trajes hechos a medida. 
Otro aspecto importante era la música, incluyendo el nuevo jazz que venía desarrollándose durante la década de los 50 (bebop, cool, «modern jazz»), el soul afroamericano, el ska jamaicano, parte de la música beat británica (principalmente el freakbeat), el rhythm and blues estadounidense y su variedad británica.
Otro aspecto común era la pasión por las motocicletas Scooter.
La escena «mod» original también fue asociada con bailar toda la noche en las discotecas, avivado por las anfetaminas. Desde mediados de la década de 1960 en adelante, los medios de comunicación utilizaron a menudo el término «mod» en un sentido más amplio para describir cualquier cosa que era considerada popular, de moda, o moderna.
Hubo un «revival mod» en el Reino Unido a fines de los años 1970, que fue seguido por un «revival mod» en Norteamérica a comienzos de la década de 1980, particularmente en el sur de California.
El ideal «mod» nunca murió, simplemente se reinventó a sí mismo de diferentes formas: desde el Londres de finales de los años 50, con los «beatniks» de Soho y su gusto por el bebop, y desde los elegantes «mods» de comienzos de los 60 hasta la aparición de los movimientos skinhead y suedehead que inspiraron la música y el estilo de bandas de los años 1980 como Madness, The Beat y The Specials. Está presente también en la escena británica del «northern soul», que vio a miles de jóvenes en el norte de Inglaterra dedicar sus vidas a comprar los más raros discos de soul estadounidense; los «soulboys» de Essex de finales de los 70, los «casuals» de ropa deportiva de comienzos de los 80, La escena Madchester de finales de los 80, el acid jazz y sus influencias son claras en las principales bandas del Britpop de los 90 así como en bandas de garage rock y del post-punk revival de los 2000 y 2010.

## Orígenes
El movimiento «mod» surgió en el Reino Unido y los Estados Unidos en 1960. Los «mods» primigenios eran chicos de clase trabajadora que vestían de forma impecable, conforme a las últimas tendencias en ropa que llegaban al continente europeo, y mostraban interés por las nuevas modas que llegaban, tales como los trajes entallados italianos, y estilos musicales como el soul afroamericano, como el «modern jazz» y el rhythm and blues. Está muy extendida la creencia de que tanto «mods» como sus rivales los «rockers» surgieron a partir de los teddy boys, una subcultura que floreció en Inglaterra en la década de 1950. Los «teddy boys» estaban influidos por el rock and roll estadounidense, vestían al estilo eduardiano y lucían peinados de estilo tupé.
Originalmente el término «mod» describía a los seguidores del «modern jazz», como contraposición a «trad», empleado para calificar a los seguidores del jazz tradicional. Finalmente la definición se extendió más allá del ámbito musical, para incluir otros elementos de la moda y el estilo de vida, como la indumentaria europea continental o el gusto por las motocicletas scooters. Los «mods» también estaban interesados por el pop art, el cine de la nouvelle vague francesa y la filosofía existencialista. La novela «Absolute Beginners» escrita por Colin MacInnes en 1959 ha sido citada frecuentemente como un retrato de la cultura juvenil londinense de finales de los años 50, que fue la semilla de la escena «mod» en la década siguiente.
Los «mods» frecuentaban clubes («Twisted Wheel Club»), donde podían escuchar su música, lucir su indumentaria y mostrar nuevos pasos de baile ante otros «mods», mientras que por el día desarrollaban trabajos como empleados de oficina o dependientes. Para poder mantener ese ritmo de vida frenético, recurrían frecuentemente al consumo de anfetaminas. En el relato «Underground de Mediodía» incluido en el libro de Tom Wolfe publicado en 1968 The_Pump_House_Gang se describe el estilo de vida de los «mods» londinenses.
Según fue desarrollándose este estilo de vida y fue extendiéndose a los adolescentes británicos de todos los estratos sociales, los «mods» expandieron sus gustos musicales más allá del jazz y el rhythm and blues, adoptando el soul - particularmente los sellos Tamla-Motown, Atlantic Records y Stax Records-, el ska jamaicano y el bluebeat. Además surgieron diversos estilos de música beat y R&B británicos, con grupos musicales como Small Faces, The Who, The Animals, The Yardbirds, The Kinks y Spencer Davis Group. Otras bandas menos conocidas asociadas con la escena «mod» fueron The Action, The Zombies, Gerry and the Pacemakers, Zoot Money, The Creation y John's Children. Además, programas televisivos con actuaciones de los grupos de moda, cobraron gran popularidad, como «Ready Steady Go!», cuya presentadora, Cathy McGowan, llegó a ser conocida como la «Reina de los Mods» -sobrenombre otorgado en ocasiones a la cantante soul británica Dusty Springfield y a la modelo Twiggy-, siendo un hecho insólito para la época el que una presentadora de televisión tuviera acento obrero.
Su vehículo habitual era la motocicleta Scooter, típicamente Lambretta o la Vespa. La principal razón del uso de la «scooter» radicaba en que el transporte público dejaba de operar relativamente temprano y las «scooters» eran más baratas que los coches. Después de que se instituyera una ley exigiendo, al menos, un espejo retrovisor en cada moto, los «mods» añadieron cantidades ingentes de ellos a sus vehículos -siendo habitual incluso llevar más de 10- como una forma de burla hacia la nueva ley; también las decoraban con adornos elegantes. Estos adornos fueron típicos durante los años 1963 y 1964, aunque se retornó a una estética más sencilla y minimalista posteriormente. Un ejemplo se puede ver en la portada del disco de Quadrophenia, de The Who, en la que aparece el personaje principal de la ópera rock, Jimmy, mirando sus cuatro espejos retrovisores.
Los «mods» siempre se han unido por la música. El nombre que los identifica proviene de su interés por la moda y las nuevas tendencias y de su fanatismo por el «modern jazz», aunque también se hicieron adeptos a otras corrientes 'modernas' de la época como el arte, la literatura y la filosofía.
Los jóvenes seguidores de otra subcultura juvenil conocida como «rockers» -asociada con motos y cuero- en ocasiones tuvieron enfrentamientos violentos con los «mods», que degeneraron en batallas campales en ciudades costeras vacacionales, como Brighton, Margate y Hastings en 1964. A consecuencia de estos acontecimientos hubo cierto debate social sobre la 'juventud moderna' en el Reino Unido durante los primeros años  de la década de 1960. Estos conflictos inspiraron la novela de Anthony Burgess La naranja mecánica, en la que su antihéroe es una especie de «mod» futurista, y la película Quadrophenia, inspirada en el álbum homónimo de The Who.

## Declive y renacimiento
Los «mods» fueron el producto de una cultura de cambio continuo, y tal vez fue inevitable que la escena se devorara a sí misma. Al tiempo que Bobby Moore sostenía la Copa del Mundo de Fútbol en el verano de 1966, la escena «mod» estaba en plena decadencia. Según florecieron la música psicodélica y la cultura hippie mucha gente se fue adaptando a la nueva escena en detrimento del movimiento «mod». La cultura hippie defendía una actitud pasiva en la vida, completamente opuesta a la energía frenética de los «mods». Bandas como The Who y Small Faces evolucionaron en esta dirección en sus estilos musicales y dejaron de mostrarse como «mods».
La otra cara de la moneda, tanto en filosofía como en estética, los «hard-mods» (también conocidos como «gang mods») radicalizaron lo «mod» hacia algo más simplista y proletario, con menos énfasis en las nuevas modas, para devenir finalmente en los primeros skinheads.
Con la llegada de la década de 1970 la escena se trasladó al norte de Inglaterra y adoptó el movimiento Northern Soul, una subcultura basada en los oscuros temas de soul estadounidense que se pinchaban en los clubes de esa parte del país. También una buena parte terminó alineada con los «scooter boys», íntimamente ligados al Northern Soul.

## Escena en España
En España, durante la década de 1980, auspiciados por lo que se llamó la movida madrileña, entre otras muchas subculturas juveniles, surgió una escena «mod», con grupos como Brighton 64, Los flechazos, Los Elegantes, Los Negativos, Kamembert, Telegrama, Pánico Speed, Radio 77 y Servicios A Domicilio. 
Durante la década de 1990 surgieron nuevos grupos como los valencianos Goldfingers o los ilicitanos Los Círculos. Los más conocidos probablemente sean Los Flechazos, aunque los más Cool y de culto eran Smart Dress (la mayoría del grupo eran Mods) y cercanos al R&B, Soul y Modern Jazz; con conciertos mensuales en la Sala Siroco de Madrid, aparte de conciertos por toda la geografía Española.  También hubo fanzines como «Reacciones», «La Neurastenia», «COOL!», «Soulé!», «Mod News» y «Oxford Street».
En la década de 2000 y 2010 aun había grupos como Cooper (constituido por el exlíder de Los Flechazos), el grupo de Elche «Pasapogas Hammond Quartet» y músicos nuevos como Fortune Tellers, Los Smogs, Blow Up!, The Refoundations, The Shake, The Faith Keepers, Al Supersonic & The Teenagers, The DelShapiros, The Lucilles y Chicos del Sábado con clara influencia «mod» de los años 60, y otros, como Carlo Coupé and The Sweet Vandals o Dudes de militancia más dudosa.
Hoy en día existen varios festivales en España centrados en la cultura de la década de 1960, entre los que destaca el EuroYeyé (Gijón), posiblemente el festival centrado en la cultura «mod»/años 60 más importante del mundo[cita requerida], el Purple Weekend de León, el «Rhythm & Beach» del Grao de Castellón, el «October in Rain» de Oviedo, el «Beat Goes On» en Luanco, el Go!Lleida en Lérida o los diversos «Aplecs Modernistes» que se celebran en las comarcas catalanas.
También existen clubes como «Le Clean Cut», en Barcelona, concentraciones, foros de internet, etc.
Además, a lo largo del año, hay multitud de concentraciones de motocicletas Scooters que suelen incluir conciertos y fiestas de música afín al movimiento «mod».
Los «mods» de antes y los de ahora no son iguales en su forma de vestir. Los puristas actualmente te transportan con su vestuario a 1960, pero hoy en día hay otros «mods» que incorporan ciertos detalles de las nuevas tendencias a su indumentaria, música y forma de vida.
La característica principal de cualquier «mod» de los años 60 era estar a la última. Actualmente se caracteriza más por un estilo 'retro' supremamente cuidado y detallista.

## Indumentaria
|              | Mod (chico) | Modette (chica) |
| ------------ | --- | --- |
| Peinado      | Desde el estilo Perry Como, «college boy» con raya de lado, al «the french line». Diversos tipos de cardado. | Corte de pelo a lo garçon peinado que lució Liz Taylor en la película Marco Polo, pelo lo más liso posible, peinado desde el centro de la cabeza y con flequillo, el clásico peinado Bob. |
| Superior     | Camisas entalladas, polos entallados, jerséis de pico, de cuello cisne, o de cuello redondo. Camisas y polos entallados y en el revival moderno el estilo 1960 de marcas como Ben Sherman, Fred Perry, Merc, John Smedley, Penguin, Gabicci, Roberto Carlo y hechas a medida; chaqueta de tres botones: solapa estrecha, cierre alto, raja atrás o dos en los laterales. A medida y bien entalladas, frecuentemente con bolsillo o bolsillos «ticket pocket». | Chaquetas de Madrás, niquis italianos de nylon, en azul, marrón o verde. Americanas cortas, rebecas de punto. Trajes de falda y chaqueta, fueron muy populares aquellos que no tenían mangas ideales para bailar. |
| Abrigos      | Destacaba la parka del ejército estadounidense también conocida como «abrigo verde mod», la más valorada es tal vez la M-51, seguida de la M-65. También fueron populares chaquetas como la «harrington» y la «monkey». Abrigos de tipo «Crombie» y tabardos marineros estilo «peacoat». | Abrigos de cuero, ante o plástico y gabardinas (siempre por encima de la rodilla). |
| Inferior     | «Sta-Prest», pantalones «hipsters» o «Levi's 501», entallados. Muchas veces hechos a medida. | Faldas rectas o «línea A» (nunca más cortas de 8 cm por debajo de la rodilla, las chicas «mods» nunca llevaron minifalda). Fue muy revolucionario que las chicas usaran pantalones, con aberturas abotonadas en el lateral, pero con sus caderas más anchas y cintura más estrecha, no quedaban muy bien así que empezaron a usar algunos modelos de chico o «twin-sets», muy de moda también estuvieron los pantalones «leggins». |
| Calzado      | «Clarks», «desert boots», «chelsea boots» y «beat boots»; mocasines; «bowling shoes» (zapatos de bolera); «loafers», «jam shoes» (patos), «stage shoes»; Hush Puppies; adidas; «winklepickers». | Zapatos planos sin tacón, sin cordones, punta redondeada, los más corrientes fueron los «granny shoes» o zapatos de abuela de punta redonda y sujetados a ambos lados por una tira que cerraba mediante botón o hebilla. En el revival moderno algunos aceptan las zapatillas de marcas como Fred Perry o similares. |
| Complementos | Corbata, fular. | Nunca llevaban joyas aparte de detalles como pasadores o cadenitas en las solapas de sus camisas o gemelos, como los chicos. |
| Maquillaje   | Delineador de ojos (algunos en ocasiones, para intensificar la mirada). | Desecharon el color en los labios dándole toda la importancia a los ojos, sin sombra, solo una delgada línea negra con delineador, exageración del negro del ojo añadiendo pestañas postizas, introdujeron la depilación completa de las cejas, pintándose sobre ellas una delgada y fina línea a modo de sombra. El maquillaje blanco se extendía por toda la cara, incluso por los labios.                                       |

## Citas
- Mod es un aforismo para vida limpia en circunstancias difíciles (Peter Meaden).
- Soy un mocker (Ringo Starr en la película ¡Qué Noche la de Aquel Día! cuando le preguntan si es un «mod» o un «rocker»).
- Mod es la forma corta de decir 'joven, guapo y estúpido' - Todos hemos estado ahí (Pete Townshend).
- Yo no quiero ser como los demás, por eso soy un mod (Jimmy Cooper en la película Quadrophenia).

## Mods famosos
Durante su juventud, muchos jóvenes que en el futuro serían músicos, actores o deportistas famosos fueron mods.
- Pete Quaife.
- Los integrantes de The Who.
- Charlie Watts.
- Rod Stewart.
- Steve Marriot y los integrantes de Small Faces
- Marc Bolan.
- Elton John.
- John Foxx.
- David Bowie.
- Steve Diggle.
- Ron Wood.
- Paul Weller.
- Liam Gallagher.
- Noel Gallagher.
- Sting.
- Jaime Simon
- Adie Shaduwa
- The Jam.
- Miles Kane.
- Martin Freeman.
- Bradley Wiggins